# Swedish House Mafia/Diskografie
Diese Diskografie ist eine Übersicht über die musikalischen Werke der schwedischen Progressive-House-Musikgruppe Swedish House Mafia. Den Schallplattenauszeichnungen zufolge hat sie bisher mehr als 22 Millionen Tonträger verkauft, davon alleine in ihrer Heimat über 1,5 Millionen. Ihre erfolgreichste Veröffentlichung ist die Single Don’t You Worry Child mit über 10,2 Millionen verkauften Einheiten. Zudem ist dieser Song ihr erster Nummer-eins-Hit in Schweden und ihre erste Single, die die US-Charts erreichte.

## Alben

### Studioalben
| Jahr | Titel Musiklabel                      | Höchstplatzierung, Gesamtwochen, AuszeichnungChartplatzierungen (Jahr, Titel, Musiklabel, Platzierungen, Wochen, Auszeichnungen, Anmerkungen) | Höchstplatzierung, Gesamtwochen, AuszeichnungChartplatzierungen (Jahr, Titel, Musiklabel, Platzierungen, Wochen, Auszeichnungen, Anmerkungen) | Höchstplatzierung, Gesamtwochen, AuszeichnungChartplatzierungen (Jahr, Titel, Musiklabel, Platzierungen, Wochen, Auszeichnungen, Anmerkungen) | Höchstplatzierung, Gesamtwochen, AuszeichnungChartplatzierungen (Jahr, Titel, Musiklabel, Platzierungen, Wochen, Auszeichnungen, Anmerkungen) | Höchstplatzierung, Gesamtwochen, AuszeichnungChartplatzierungen (Jahr, Titel, Musiklabel, Platzierungen, Wochen, Auszeichnungen, Anmerkungen) | Höchstplatzierung, Gesamtwochen, AuszeichnungChartplatzierungen (Jahr, Titel, Musiklabel, Platzierungen, Wochen, Auszeichnungen, Anmerkungen) | Anmerkungen                                               |
| Jahr | Titel Musiklabel                      | DE | AT | CH | UK | US | SE | Anmerkungen                                               |
| ---- | ------------------------------------- | --- | --- | --- | --- | --- | --- | --------------------------------------------------------- |
| 2010 | Until One Virgin Records (EMI)        | — | — | CH18 (9 Wo.)CH | — | US139 (1 Wo.)US | SE13 Platin · (7 Wo.)SE | Erstveröffentlichung: 23. Oktober 2010 Verkäufe: + 40.000 |
| 2012 | Until Now Virgin Records (EMI)        | DE26 (5 Wo.)DE | AT10 (13 Wo.)AT | CH7 (15 Wo.)CH | — | US14 (2 Wo.)US | SE3 Platin · (40 Wo.)SE | Erstveröffentlichung: 19. Oktober 2012 Verkäufe: + 82.500 |
| 2022 | Paradise Again Republic Records (UMG) | — | AT59 (1 Wo.)AT | CH14 (3 Wo.)CH | UK70 (2 Wo.)UK | US121 (1 Wo.)US | SE4 (10 Wo.)SE | Erstveröffentlichung: 15. April 2022 Verkäufe: + 27.500   |

### Livealben
| Jahr | Titel Musiklabel                                      | Anmerkungen                          |
| ---- | ----------------------------------------------------- | ------------------------------------ |
| 2014 | One Last Tour: A Live Soundtrack Virgin Records (EMI) | Erstveröffentlichung: 15. April 2014 |
| 2023 | Paradise Again: The Live Album Republic Records (UMG) | Erstveröffentlichung: 28. Juli 2023  |

### EPs
| Jahr | Titel Musiklabel                               | Anmerkungen                          |
| ---- | ---------------------------------------------- | ------------------------------------ |
| 2011 | iTunes Festival: London 2011 EMI Records (EMI) | Erstveröffentlichung: 2011           |
| 2013 | The Singles Virgin Records (EMI)               | Erstveröffentlichung: 20. April 2013 |

## Singles

### Als Leadmusiker
| Jahr                        | Titel Album                          | Höchstplatzierung, Gesamtwochen, AuszeichnungChartplatzierungen (Jahr, Titel, Album, Platzierungen, Wochen, Auszeichnungen, Anmerkungen) | Höchstplatzierung, Gesamtwochen, AuszeichnungChartplatzierungen (Jahr, Titel, Album, Platzierungen, Wochen, Auszeichnungen, Anmerkungen) | Höchstplatzierung, Gesamtwochen, AuszeichnungChartplatzierungen (Jahr, Titel, Album, Platzierungen, Wochen, Auszeichnungen, Anmerkungen) | Höchstplatzierung, Gesamtwochen, AuszeichnungChartplatzierungen (Jahr, Titel, Album, Platzierungen, Wochen, Auszeichnungen, Anmerkungen) | Höchstplatzierung, Gesamtwochen, AuszeichnungChartplatzierungen (Jahr, Titel, Album, Platzierungen, Wochen, Auszeichnungen, Anmerkungen) | Höchstplatzierung, Gesamtwochen, AuszeichnungChartplatzierungen (Jahr, Titel, Album, Platzierungen, Wochen, Auszeichnungen, Anmerkungen) | Anmerkungen                                                                       |
| Jahr                        | Titel Album                          | DE | AT | CH | UK | US | SE | Anmerkungen                                                                       |
| --------------------------- | ------------------------------------ | --- | --- | --- | --- | --- | --- | --------------------------------------------------------------------------------- |
| als Axwell/Ingrosso/Angello |                                      | | | | | | |                                                                                   |
|                             |                                      | | | | | | |                                                                                   |
| 2007                        | Get Dumb –                           | — | — | — | — | — | — | Erstveröffentlichung: Juni 2007 feat. Laidback Luke                               |
| 2009                        | Leave the World Behind Until One     | — | — | — | — | — | SE39 (4 Wo.)SE | Erstveröffentlichung: 12. Juni 2009 feat. Laidback Luke & Deborah Cox             |
| als Swedish House Mafia     |                                      | | | | | | |                                                                                   |
|                             |                                      | | | | | | |                                                                                   |
| 2010                        | One Until One                        | — | AT25 (25 Wo.)AT | CH13 (35 Wo.)CH | — | US— GoldUS | SE11 ×7Siebenfachplatin · (61 Wo.)SE | Erstveröffentlichung: 6. Juni 2010 Verkäufe: + 940.000                            |
| 2010                        | One (Your Name) Until One            | DE41 Gold · (20 Wo.)DE | — | — | UK7 Platin · (22 Wo.)UK | — | — | Erstveröffentlichung: 22. Juli 2010 Verkäufe: + 850.000; feat. Pharrell           |
| 2010                        | Miami 2 Ibiza Until One • Disc-Overy | DE46 (9 Wo.)DE | AT36 (11 Wo.)AT | CH19 (22 Wo.)CH | UK4 ×2Doppelplatin · (27 Wo.)UK | — | SE10 ×5Fünffachplatin · (29 Wo.)SE | Erstveröffentlichung: 8. Oktober 2010 Verkäufe: + 1.580.000; vs. Tinie Tempah     |
| 2011                        | Save the World Until Now             | DE37 (17 Wo.)DE | AT31 (14 Wo.)AT | CH26 (19 Wo.)CH | UK10 Gold · (20 Wo.)UK | US— PlatinUS | SE4 ×5Fünffachplatin · (57 Wo.)SE | Erstveröffentlichung: 13. Mai 2011 Verkäufe: + 1.915.000; feat. John Martin       |
| 2011                        | Antidote Until Now                   | DE63 (2 Wo.)DE | AT30 (3 Wo.)AT | CH70 (1 Wo.)CH | UK4 Silber · (8 Wo.)UK | — | SE17 ×3Dreifachplatin · (19 Wo.)SE | Erstveröffentlichung: 16. Dezember 2011 Verkäufe: + 360.000; vs. Knife Party      |
| 2012                        | Greyhound Until Now                  | DE53 (6 Wo.)DE | AT42 (4 Wo.)AT | CH33 (5 Wo.)CH | UK13 Gold · (35 Wo.)UK | US— GoldUS | SE6 ×7Siebenfachplatin · (67 Wo.)SE | Erstveröffentlichung: 15. März 2012 Verkäufe: + 1.325.000                         |
| 2012                        | Don’t You Worry Child Until Now      | DE9 ×3Dreifachgold · (41 Wo.)DE | AT5 Gold · (30 Wo.)AT | CH7 Platin · (36 Wo.)CH | UK1 ×4Vierfachplatin · (60 Wo.)UK | US6 ×5Fünffachplatin · (33 Wo.)US | SE1 ×9Neunfachplatin · (52 Wo.)SE | Erstveröffentlichung: 14. September 2012 Verkäufe: + 9.790.322; feat. John Martin |
| 2021                        | It Gets Better Paradise Again        | — | — | — | — | — | SE35 (1 Wo.)SE | Erstveröffentlichung: 15. Juli 2021                                               |
| 2021                        | Lifetime Paradise Again              | — | — | — | — | — | SE35 (5 Wo.)SE | Erstveröffentlichung: 19. Juli 2021 feat. Ty Dolla Sign & 070 Shake               |
| 2021                        | Moth to a Flame Paradise Again       | DE14 Gold · (26 Wo.)DE | AT19 (4 Wo.)AT | CH10 (37 Wo.)CH | UK15 Platin · (13 Wo.)UK | US27 Platin · (8 Wo.)US | SE5 (29 Wo.)SE | Erstveröffentlichung: 22. Oktober 2021 Verkäufe: + 3.168.333; feat. The Weeknd    |
| 2022                        | Redlight Paradise Again              | — | — | — | — | — | — | Erstveröffentlichung: 25. Februar 2022 feat. Sting                                |
| 2022                        | Heaven Takes You Home Paradise Again | — | — | — | UK80 Gold · (5 Wo.)UK | — | SE18 (13 Wo.)SE | Erstveröffentlichung: 15. April 2022 Verkäufe: + 685.000; feat. Connie Constance  |
| 2023                        | Ray of Solar –                       | — | — | — | — | — | SE54 (1 Wo.)SE | Erstveröffentlichung: 4. August 2023 Verkäufe: + 20.000                           |
| 2024                        | Lioness –                            | — | — | — | — | — | SE87 (1 Wo.)SE | Erstveröffentlichung: 7. Juni 2024 Verkäufe: + 50.000; mit Niki & The Dove        |
| 2024                        | Finally –                            | — | — | — | — | — | SE75 (1 Wo.)SE | Erstveröffentlichung: 29. August 2024 mit Alicia Keys                             |
| 2025                        | Wait So Long –                       | — | — | — | — | — | SE61 (2 Wo.)SE | Erstveröffentlichung: 20. Juni 2025                                               |

### Als Gastmusiker
| Jahr | Titel Album                  | Höchstplatzierung, Gesamtwochen, AuszeichnungChartplatzierungen (Jahr, Titel, Album, Platzierungen, Wochen, Auszeichnungen, Anmerkungen) | Höchstplatzierung, Gesamtwochen, AuszeichnungChartplatzierungen (Jahr, Titel, Album, Platzierungen, Wochen, Auszeichnungen, Anmerkungen) | Höchstplatzierung, Gesamtwochen, AuszeichnungChartplatzierungen (Jahr, Titel, Album, Platzierungen, Wochen, Auszeichnungen, Anmerkungen) | Höchstplatzierung, Gesamtwochen, AuszeichnungChartplatzierungen (Jahr, Titel, Album, Platzierungen, Wochen, Auszeichnungen, Anmerkungen) | Höchstplatzierung, Gesamtwochen, AuszeichnungChartplatzierungen (Jahr, Titel, Album, Platzierungen, Wochen, Auszeichnungen, Anmerkungen) | Höchstplatzierung, Gesamtwochen, AuszeichnungChartplatzierungen (Jahr, Titel, Album, Platzierungen, Wochen, Auszeichnungen, Anmerkungen) | Anmerkungen                                                                                            |
| Jahr | Titel Album                  | DE | AT | CH | UK | US | SE | Anmerkungen                                                                                            |
| ---- | ---------------------------- | --- | --- | --- | --- | --- | --- | --- |
| 2022 | Turn on the Lights Again USB | — | — | — | UK27 Platin · (17 Wo.)UK | — | — | Erstveröffentlichung: 29. Juli 2022 Verkäufe: + 660.000; Fred Again feat. Swedish House Mafia & Future |

## Produktionen
- 2012: Numb (Usher)
- 2012: Euphoria (Usher)

## Statistik

### Chartauswertung
|                     | DE    | AT    | CH    | UK    | US    | SE    |
| ------------------- | ----- | ----- | ----- | ----- | ----- | ----- |
| Nummer-eins-Alben   | DE—DE | AT—AT | CH—CH | UK—UK | US—US | SE—SE |
| Top-10-Alben        | DE—DE | AT1AT | CH1CH | UK—UK | US—US | SE2SE |
| Alben in den Charts | DE1DE | AT2AT | CH3CH | UK1UK | US3US | SE3SE |

|                       | DE    | AT    | CH    | UK    | US    | SE     |
| --------------------- | ----- | ----- | ----- | ----- | ----- | ------ |
| Nummer-eins-Singles   | DE—DE | AT—AT | CH—CH | UK1UK | US—US | SE1SE  |
| Top-10-Singles        | DE1DE | AT1AT | CH2CH | UK5UK | US1US | SE5SE  |
| Singles in den Charts | DE7DE | AT7AT | CH7CH | UK9UK | US2US | SE15SE |

### Auszeichnungen für Musikverkäufe
| Goldene Schallplatte - Australien - 2013: für das Album Until Now - 2013: für die Single Greyhound - 2018: für die Produktion Numb - 2023: für die Single Turn on the Lights Again - Belgien - 2012: für die Single Don’t You Worry Child - 2012: für die Single Save the World - Brasilien - 2024: für die Single One (Your Name) - 2024: für die Single Don’t You Worry Child - 2024: für die Single Greyhound - 2025: für die Single Ray of Solar - Dänemark - 2011: für die Single One - 2011: für das Streaming Save the World - 2012: für die Single Save the World - 2012: für die Single Don’t You Worry Child - 2013: für das Streaming One - 2013: für das Streaming Greyhound - 2025: für das Album Paradise Again - Finnland - 2013: für die Single Don’t You Worry Child - 2022: für die Single Moth to a Flame - Frankreich - 2023: für die Single Heaven Takes You Home - Italien - 2013: für die Single Save the World - 2013: für die Single One - 2024: für die Single Heaven Takes You Home - Kanada - 2019: für die Produktion Numb - 2025: für die Single Heaven Takes You Home - 2025: für die Single Miami 2 Ibiza - 2025: für die Single Antidote - Neuseeland - 2019: für das Album Until Now - 2023: für die Single Moth to a Flame - 2025: für das Album Paradise Again - Niederlande - 2012: für die Single Don’t You Worry Child - 2022: für die Single Heaven Takes You Home - Polen - 2023: für das Album Paradise Again - 2023: für die Single Heaven Takes You Home - 2023: für die Single Turn on the Lights Again - Spanien - 2024: für die Single Heaven Takes You Home | Platin-Schallplatte - Australien - 2013: für die Single Save the World - 2021: für die Single One (Your Name) - 2022: für die Single Moth to a Flame - Belgien - 2011: für die Single One - 2023: für die Single Moth to a Flame - Dänemark - 2023: für die Single Moth to a Flame - Kanada - 2025: für die Single Greyhound - 2025: für die Single Save the World - 2025: für die Single One - Niederlande - 2010: für die Single One - 2022: für die Single Moth to a Flame - Polen - 2024: für die Single Lioness - Spanien - 2024: für die Single Moth to a Flame 2× Platin-Schallplatte - Australien - 2021: für die Single Miami 2 Ibiza - Brasilien - 2024: für die Single Save the World - Italien - 2013: für die Single Don’t You Worry Child - 2024: für die Single Moth to a Flame - Mexiko - 2013: für die Single Don’t You Worry Child - Polen - 2024: für die Single Moth to a Flame - Portugal - 2022: für die Single Moth to a Flame - Spanien - 2024: für die Single Don’t You Worry Child | 3× Platin-Schallplatte - Dänemark - 2013: für das Streaming Don’t You Worry Child - Kanada - 2025: für die Single Moth to a Flame 5× Platin-Schallplatte - Neuseeland - 2025: für die Single Don’t You Worry Child 9× Platin-Schallplatte - Kanada - 2025: für die Single Don’t You Worry Child 11× Platin-Schallplatte - Australien - 2021: für die Single Don’t You Worry Child Diamantene Schallplatte - Frankreich - 2023: für die Single Moth to a Flame - Griechenland - 2024: für die Single Moth to a Flame |

Anmerkung: Auszeichnungen in Ländern aus den Charttabellen bzw. Chartboxen sind in ebendiesen zu finden.
| Land/RegionAuszeichnungen für Musikverkäufe (Land/Region, Auszeichnungen, Verkäufe, Quellen) | Silber  | Gold       | Platin         | Diamant     | Verkäufe  | Quellen              |
| -------------------------------------------------------------------------------------------- | ------- | ---------- | -------------- | ----------- | --------- | -------------------- |
| Australien (ARIA)                                                                            | —       | 4× Gold4   | 16× Platin16   | —           | 1.260.000 | aria.com.au          |
| Belgien (BRMA)                                                                               | —       | 2× Gold2   | 2× Platin2     | —           | 100.000   | ultratop.be          |
| Brasilien (PMB)                                                                              | —       | 4× Gold4   | 2× Platin2     | —           | 230.000   | pro-musicabr.org.br  |
| Dänemark (IFPI)                                                                              | —       | 7× Gold7   | 4× Platin4     | —           | 145.000   | ifpi.dk              |
| Deutschland (BVMI)                                                                           | —       | 3× Gold3   | Platin1        | —           | 800.000   | musikindustrie.de    |
| Finnland (IFPI)                                                                              | —       | 2× Gold2   | —              | —           | 25.322    | ifpi.fi              |
| Frankreich (SNEP)                                                                            | —       | Gold1      | —              | Diamant1    | 433.333   | snepmusique.com      |
| Griechenland (IFPI)                                                                          | —       | —          | —              | Diamant1    | 100.000   | Einzelnachweise      |
| Italien (FIMI)                                                                               | —       | 3× Gold3   | 4× Platin4     | —           | 340.000   | fimi.it              |
| Kanada (MC)                                                                                  | —       | 4× Gold4   | 15× Platin15   | —           | 1.360.000 | musiccanada.com      |
| Mexiko (AMPROFON)                                                                            | —       | —          | 2× Platin2     | —           | 120.000   | amprofon.com.mx      |
| Neuseeland (RMNZ)                                                                            | —       | 3× Gold3   | 5× Platin5     | —           | 180.000   | radioscope.co.nz NZ2 |
| Niederlande (NVPI)                                                                           | —       | 2× Gold2   | 2× Platin2     | —           | 150.000   | nvpi.nl              |
| Österreich (IFPI)                                                                            | —       | Gold1      | —              | —           | 15.000    | ifpi.at              |
| Polen (ZPAV)                                                                                 | —       | 3× Gold3   | 3× Platin3     | —           | 220.000   | olis.pl              |
| Portugal (AFP)                                                                               | —       | —          | 2× Platin2     | —           | 20.000    | Einzelnachweise      |
| Schweden (IFPI)                                                                              | —       | —          | 38× Platin38   | —           | 1.520.000 | sverigetopplistan.se |
| Schweiz (IFPI)                                                                               | —       | —          | Platin1        | —           | 30.000    | hitparade.ch         |
| Spanien (Promusicae)                                                                         | —       | Gold1      | 3× Platin3     | —           | 210.000   | elportaldemusica.es  |
| Vereinigte Staaten (RIAA)                                                                    | —       | 2× Gold2   | 7× Platin7     | —           | 8.000.000 | riaa.com             |
| Vereinigtes Königreich (BPI)                                                                 | Silber1 | 3× Gold3   | 9× Platin9     | —           | 6.800.000 | bpi.co.uk            |
| Insgesamt                                                                                    | Silber1 | 45× Gold45 | 116× Platin116 | 2× Diamant2 |           |                      |